# 吳朝清
吳朝清（？年—？年），號松齋，安徽寧國府涇縣人，光緒三十二年任四川鄰水縣知縣，性情剛正，有膽有識，鄰水縣天主教和福音教兩教不和，當時正在互相攻殺，抬屍到衙門，吳剛到任，捉住首惡，公平辦理，教風逐漸收斂，西路高灘各場以往都吃巴鹽，官府專營後，各場分別設立子店，禁止私自販賣，鄉人習慣於巴鹽，糾眾打毀子店，占踞山洞，白天出來搶劫，經年不安定，吳監督團練直搗老窩，除其首惡，其他的特別寬恕，不加株連，百姓得以安居樂業，一年餘辭職，百姓立剛毅木訥碑在北門外。宣統三年任東鄉縣經徵局委員。